# Fylgia (Schiff)
Die 1907 in Dienst gestellte Fylgia war der erste und einzige Panzerkreuzer (schwed. „Pansarkryssare“) der schwedischen Flotte. Wie das gleichzeitig gebaute Küstenpanzerschiff Oscar II. hatte die Fylgia drei Schornsteine. Sie blieb ein Einzelschiff und wurde von 1903 bis 1907 von Bergsunds auf der Finnboda Varv in Stockholm gebaut.
Die Hauptbewaffnung der Fylgia bestand aus vier Doppeltürmen mit 152-mm-Schnellfeuergeschützen. Für zehn Jahre war die Fylgia bis zur Indienststellung des Küstenpanzerschiffs Sverige das größte Schiff der schwedischen Marine. Gleichzeitig galt sie als der kleinste Panzerkreuzer weltweit.
Die Hauptaufgabe des Schiffes bestand in der Ausbildung von Seekadetten, mit denen sie auch etliche längere Reisen durchführte. 1939 bis 1941 erfolgte ein Totalumbau der Fylgia, der ihr Aussehen durch ein neues Vorschiff, die hohen Brückenaufbauten und jetzt zwei neue Schornsteine erheblich veränderte. Sie kam 1941 für das Göteborg-Geschwader wieder in Dienst, wurde aber bald hauptsächlich wieder für die Ausbildung künftiger Seeoffiziere genutzt. Bei ihrer Aussonderung wurde sie entwaffnet, um als Zielschiff versenkt zu werden. 1957 wurde sie dann doch zum Abbruch verkauft und verschrottet.
Benannt wurde das Schiff nach dem Begriff Fylgja der nordischen Mythologie, einem weiblichen Schutzgeist, der Menschen begleitet.

## Baugeschichte
Schon 1892 hatte ein Parlamentsausschuss den Bau von zwei Kreuzertypen für die schwedische Marine vorgeschlagen. Nur die kleinere Variante wurde bewilligt und die fünf Boote der Örnen-Klasse gebaut, die den Anforderungen nicht genügten. Ein neuer Ausschuss hielt 1901 die Beschaffung eines größeren Kreuzertyps für notwendig, um Aufklärung für die Flotte zu betreiben und Gefechte mit Kreuzern und Zerstörern bestehen sollte. Daneben sollte der Kreuzer auch Ausbildungsaufgaben übernehmen. Der zuständige Ausschuss genehmigte 1902 den Bau eines Kreuzers, der im Oktober bei Bergsunds bestellt wurde und von der Finnboda-Werft gebaut werden sollte. Der Versuch im Jahr 1903 noch Mittel für ein Schwesterschiff zu erhalten, scheiterte jedoch.
Die Bauwerft entwickelte einen kleinen Panzerkreuzer, der kein Vorbild in anderen Marinen hatte und Bauelemente aus dem bisherigen Panzerschiffsbau übernahm. Das neue Schiff war über 20 m länger als die Panzerschiffe und erhielt zwölf Kessel in drei Räumen und zwei stärkere Vier-Zylinder-Dreifach-Expansionsmaschinen.

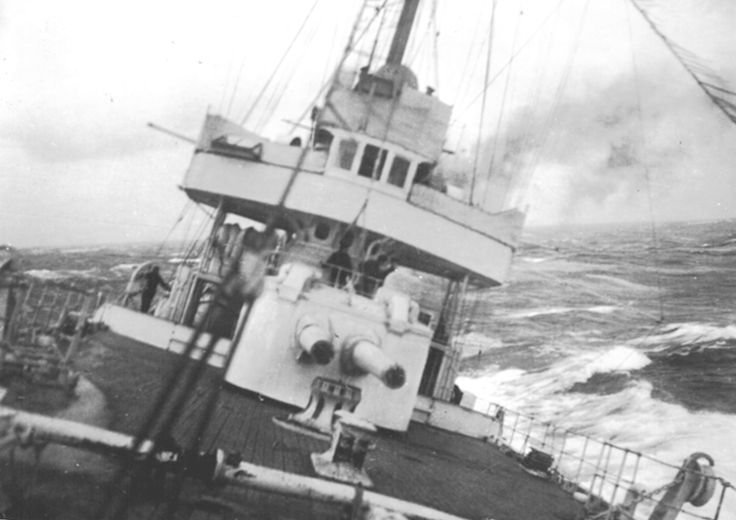
Der Bugturm der Fylgia

Als Hauptbewaffnung wurden die Doppeltürme mit den 152-mm-L/44-Bofors-Schnellfeuergeschützen übernommen, die auch auf dem neuen Panzerschiff Oscar II. eingebaut werden sollten. Vier derartige Türme des Modells 03 wurden mittschiffs auf dem Vor- und Achterdeck sowie auf gleicher Höhe seitwärts zwischen den hinteren Schornsteinen eingebaut. Bei den leichten Waffen kamen vierzehn der auch auf den Panzerschiffen aufgestellten 57-mm-L/55-Finspång-Schnellfeuergeschütze Modell 89B zum Einbau. Sie wurden zum Teil in Kasematten verbaut, was sich bald als störend darstellte. Die Kasematten im Vorschiffbereich wurden schon 1913 entfernt und die hinteren zumindest in Friedenszeiten nicht mehr als solche genutzt. Die Torpedobewaffnung mit zwei 45-cm-Breitseitrohren Modell 99 entsprach der der Panzerschiffe. Dazu erhielt die Fylgia noch zwei 37-mm-Maschinenkanonen vom Modell 98B, mit denen bei Bedarf die großen Dampfbeiboote ausgerüstet werden konnten, wie es bei dem Panzerschiff Dristigheten eingeführt worden war.
Die Fylgia übertraf bei den Probefahrten die in sie gesetzten Erwartungen. Sie erreichte die Konstruktionsleistung von 12.000 PS und übertraf die erwartete Höchstgeschwindigkeit von 21,5 Knoten (kn) mit 22,77 kn.
1913 wurde die Fylgia erstmals grundüberholt und dabei Korrekturen an den Kasematt-Geschützen vorgenommen, um mehr Platz im Rumpf zu schaffen. Während des Ersten Weltkrieges tauschte sie noch zwei ihrer 57-mm-Geschütze gegen die Luftabwehrversion des 57-mm-Geschützes.

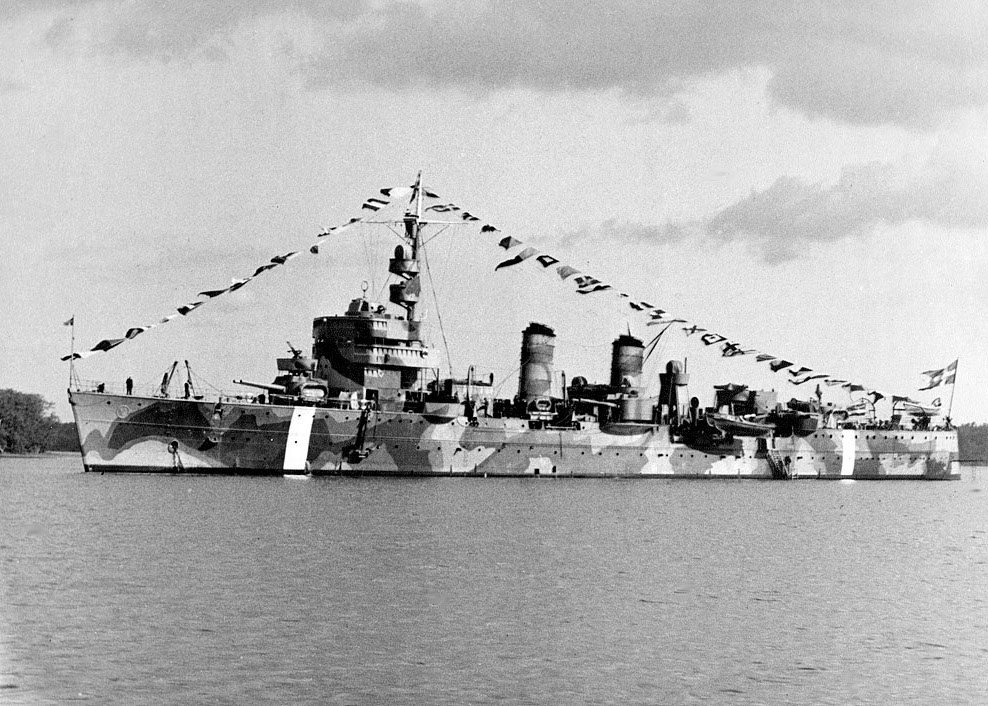
Die modernisierte Fylgia

Beim ab 1939 auf der Werft in Oskarshamn wurden die Kessel gegen vier Penhoët-Ölkessel getauscht, die nur die beiden hinteren Kesselräume benötigten. In den vorderen Kesselraum konnten Schulungsräume eingebaut werden und der vordere Schornstein konnte entfallen. Die beiden verbliebenen Schornsteine waren kürzer. Der Brückenaufbau wurde modernisiert und vergrößert sowie der hintere Mast entfernt. Das Vorschiff wurde erneuert und erhielt einen Kreuzerbug.
Die alten 57-mm-Geschütze wurden ausgebaut, ebenso die Unterwassertorpedorohre.
Die neue Flugabwehrbewaffnung setzte sich aus vier 57-mm-Flakgeschützen des Modells 98B-38B, zwei Zwillings-40-mm-Maschinenkanonen Modell 36 und einer Zwillings-25-mm-Maschinenkanone Modell 32 und einer 20-mm-Maschinenkanone zusammen.
Die 152-mm-Kanonen wurden durch modernisierte Geschütze mit verbesserter Munition wie auf den modernisierten Panzerschiffen ersetzt, die mit einer Schussweite von 16.000 m fast die doppelte Reichweite der ursprünglichen Geschütze erreichten.
Vor allem zu Ausbildungszwecken erhielt die Fylgia noch zwei 53-cm-Deckstorpedorohre und zwei Wasserbombenwerfer.
Die Verdrängung erhöhte sich auf maximal 4980 t.

## Einsatzgeschichte

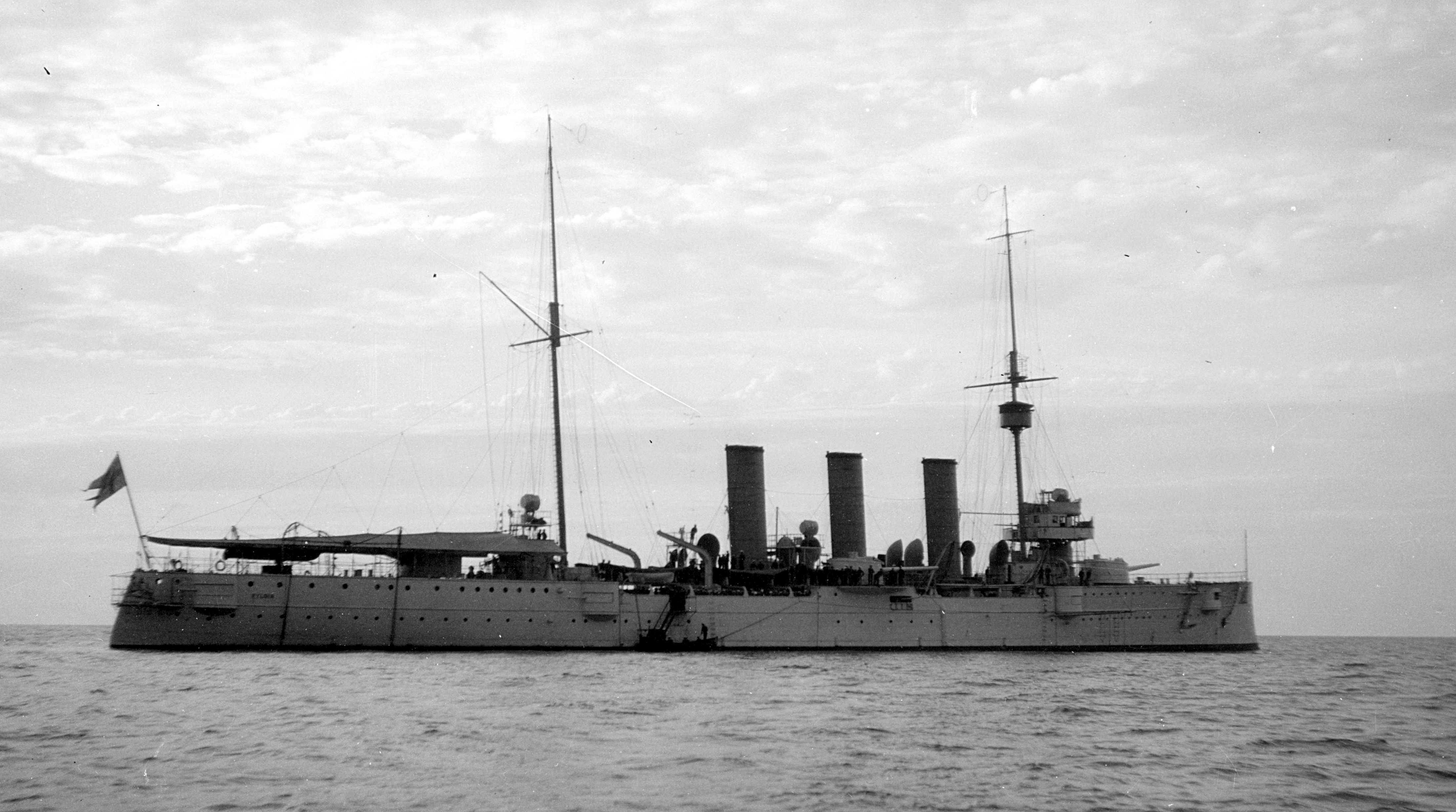
Der Panzerkreuzer Fylgia

Die Fylgia kam am 21. Juni 1907 in Dienst. Ihre Fertigstellung war durch einen Streik während des Ausbaus verzögert worden. Sie begann schon im Juli ihre erste Ausbildungsfahrt nach Westindien und in die Vereinigten Staaten, um an der 300-Jahr-Feier der Besiedlung der Vereinigten Staaten teilzunehmen. Sie lief mit dem Prinzen Wilhelm an Bord über Plymouth, Bordeaux, Falmouth, Bermuda zur Ausstellung nach Jamestown, wo sie im August zusammen mit dem norwegischen Küstenpanzerschiff Harald Haarfagre eintraf. Die Fylgia besuchte auch noch New York und Boston und lief über Plymouth bis September zurück nach Karlskrona.
Im November 1907 startete die Fylgia dann eine Reise bis in den Indischen Ozean über Plymouth, Funchal auf Madeira, Gibraltar, Malta, Alexandria, Port Said, Aden und Bombay bis Colombo und zurück wieder über Aden, Port Said, dann Korfu, Neapel, Tunis, Lissabon und Dartmouth in die Heimatgewässer. Sie besuchte noch Reval, ehe die Reise im April 1908 in Karlskrona endete. Im folgenden November begann die nächste fünfmonatige Reise, die diesmal nach Südamerika führte. Über Plymouth, Funchal und São Vicente (Kap Verde) wurde zuerst Buenos Aires angelaufen. Danach wurden Rosario, wieder Buenos Aires, Montevideo und Rio de Janeiro besucht. Die Rückfahrt ging erst in die Karibik über Saint Thomas, San Juan (Puerto Rico), Saint Thomas, San Juan, San Miguel/Dominikanische Republik und dann über Le Havre nach Karlskrona, wo der Kreuzer im April 1909 eintraf.
1909 folgte noch vom 8. Juni bis zum 4. August eine weitere Mittelmeerreise über Portsmouth und Gibraltar nach Genua und Algier zusammen mit dem Panzerschiff Dristigheten. Auf dem Rückweg wurde Cherbourg angelaufen.
Vom 12. Mai bis um 5. Juli 1910 wurde erneut mit der Dristigheten eine Reise nach Rotterdam, Guernsey, Santander, St. Nazaire, zur Brodick Bay der schottischen Insel Arran, nach Greenock, Kopenhagen und Strömstad durchgeführt. Vom 26. April bis zum 14. Mai 1911 besuchte die Fylgia Vigo, Le Havre und Jersey, ehe sie in Portsmouth an der Flottenrevue anlässlich der Krönung des britischen Königs teilnahm. Von Mai bis August 1912 lief der Panzerkreuzer nach Antwerpen, Bordeaux, Ferrol, Dartmouth und zurück nach Karlskrona und verblieb während der Olympischen Spiele vom 19. Juni bis zum 22. Juli in Stockholm. Im Herbst 1912 reisten König Gustav V. und seine Frau Viktoria auf der Oscar II. von Stockholm zu einem Treffen mit dem Zaren und seiner Familie zur Insel Pitkäpaasi vor Wyborg. An der Reise nahmen auch als Begleitschiffe neben der Fylgia auch das Panzerschiff Dristigheten und der Zerstörer Sigurd teil. Bis zum Frühjahr 1913 besuchte der Panzerkreuzer Sheerness, später noch Funchal und Rotterdam. Ab November erfolgte dann wieder eine Reise über den Atlantik und ins Mittelmeer auf der Plymouth, Funchal, Port of Spain und Colon, dann Havanna, Saint Thomas, Santa Cruz de Tenerife, Algier, Alexandria, nach Begegnung am 15. März mit dem britischen Panzerkreuzer Duke of Edinburgh nahe Ischia Neapel, Cádiz, und zuletzt erneut Sheerness vor der Heimkehr nach Karlskrona im Mai 1914 besucht wurden.

### Einsatz während des Ersten Weltkriegs
Eine geplante Mittelmeerreise der Fylgia wurde wegen des Kriegsausbruchs in Europa abgebrochen.

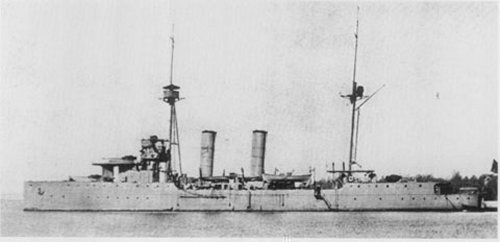
Der zweite schwedische Kreuzer
Clas Fleming

Die Fylgia wurde zur Überwachung der schwedischen Hoheitsgewässer eingesetzt und sollte verhindern, dass fremde Kriegsschiffe die Neutralität Schwedens und seiner Gewässer missachteten. Wie auch der Kreuzer Clas Fleming stand sie teilweise weit vor der Küste, um etwaige Bedrohungen frühzeitig zu erkennen. Im Herbst 1915 führte die Fylgia den einzigen schwedischen Geleitzug, der während des Krieges stattfand. 1916 wurden auf dem Kreuzer zwei 57-mm-Geschütze durch Flak-Geschütze des gleichen Kalibers ersetzt.

### Ausbildungsreisen 1919 bis 1933
Am 3. November 1919 begann die Fylgia ihre erste lange Ausbildungsfahrt nach dem Ersten Weltkrieg in die USA und die Karibik. Über Kiel, Plymouth, Ponta Delgada, Bermuda - wo sie am 21. Dezember in der Grassy Bay mit der britischen Sloop Mutine zusammentraf - lief sie nach New York City, dann über Savannah, Port au Prince, Kingston (Jamaika) bis Colon und zurück über Havanna, Newport News, Fayal, Falmouth, Le Havre, Antwerpen nach Karlskrona, wo sie am 8. April 1920 eintraf.

Die folgende Winterreise 1920/1921 ging ins Mittelmeer über Kiel, Portsmouth, Funchal, Algier, Tunis, Alexandria, Jaffa bis Beirut und zurück Milos, Piräus, Malta, Neapel, Livorno, Marseille, Barcelona, Gibraltar, Boulogne nach Karlskrona.

Die dritte Nachkriegswinterreise führte bis in den Indischen Ozean. Am 27. Oktober begann sie in Karlskrona und führte über Kiel, Rotterdam, Gibraltar, Málaga, Suda Bay/Kreta, Port Said, Aden und Colombo bis Kalkutta. Auf dem Rückweg wurden Bombay, Karatschi, Aden, Massaua, Port Said, Palermo, Palma, Gibraltar, Cadiz, Cherbourg, Holtenau und Karlshamn angelaufen, bevor die Fylgia am 20. April 1922 in Karlskrona einlief.

Die folgende Reise führte erstmals um Südamerika. Am 6. November 1922 begonnen führte diese Fahrt über Kiel, Vigo, São Vicente (Kap Verde), Bahia, Rio de Janeiro, Montevideo, Buenos Aires und Mar del Plata nach Punta Arenas und dann die Pazifikküste nach Norden über Valparaíso und Callao nach Balboa (Panama) und durch den Panamakanal über Colon, Santiago de Cuba, Saint Thomas, Horta auf Faial, Vigo, Plymouth und Holtenau nach Malmö, ehe Karlskrona am 23. April 1923 erreicht wurde.
Im Sommer 1923 versammelten sich wegen der Verlobung des verwitweten Kronprinzen Gustaf Adolf mit Prinzessin Louise von Battenberg das Panzerschiff Sverige mit den Zerstörern Wrangel und Wachtmeister und die Fylgia  in Sheerness. Das Panzerschiff, auf dem das schwedische Königspaar Gustav V. und Victoria angereist waren, lief nach den Feierlichkeiten über Rosyth nach Karlskrona zurück, während der Panzerkreuzer nach Funchal / Madeira lief und dann über Gibraltar nach Karlskrona zurückkehrte.
Die Winterreise 1923/24 der Fylgia führte dann über Kiel, Portsmouth, São Vicente (Kap Verde), Port of Spain, La Guaira, Willemstad bis nach Puerto Colombia und über Kingston (Jamaica), New Orleans, Havanna, Saint George’s (Bermuda), Ponta Delgada und Rotterdam zurück nach Karlskrona. Schon im April 1924 folgte die nächste Ausbildungsfahrt nach Casablanca, Málaga, Gibraltar und Dover. Die folgende Winterreise begann am 11. November 1924 und führte erstmals nach Südafrika über Kiel, Portsmouth, Madeira, Freetown und Walfish Bay bis nach Kapstadt. Auf der Rückfahrt besuchte die Fylgia São Paulo de Loanda, Dakar, Cadiz und Le Havre und traf am 25. April 1925 wieder in Karlskrona ein.
Die Sommerfahrt 1925 ging über Falmouth nach Algier und zurück über Boulogne. Die folgende Winterreise begann im Oktober 1925 und führte über Falmouth und Malta bis nach Odessa im Schwarzen Meer, Nach Besuchen in Constanța und Varna lief die Fylgia zurück ins Mittelmeer und besuchte noch Konstantinopel, Saloniki, Piräus, Suda Bay, Alexandria, Tunis, Genua und Barcelona und kehrte dann über Madeira und Gibraltar bis zum 31. März 1926 in den Heimathafen zurück. Ohne eine Sommerreise begann am 3. November 1926 eine Winterfahrt in die Karibik, auf der bis April 1927 Antwerpen, Falmouth, Cadiz, São Vicente (Kap Verde), Port of Spain, San Juan, Santo Domingo, Port au Prince, Santiago de Cuba, Puerto Barrios, Vera Cruz, Savannah, Bermudas, Funchal, Bordeaux und Malmö angelaufen wurden. Bis Antwerpen war Prinzessin Astrid von Schweden, die Gemahlin des belgischen Kronprinzen, als Passagier an Bord.
Die am 3. November 1927 gestartete nächste Winterreise führte nach Südamerika. Besucht wurden bis zum 18. März 1928 Lissabon, São Vicente (Kap Verde), Bahia, Santos, Buenos Aires, Montevideo, Rio de Janeiro, Pernambuco, Santa Cruz de Tenerife, Las Palmas de Gran Canaria, Boulogne und Malmö. Von Mai bis Juli folgte eine Mittelmeerreise mit Besuchen in Vlaardingen, Gibraltar, Livorno, Oran und Hamburg. Vom November 1928 bis zum 12. März 1929 folgte noch eine weitere Reise der Fylgia nach Westindien und in die USA. Angelaufen wurden Portsmouth, Las Palmas de Gran Canaria, Porto Grande, Bridgetown, Colon, Mobile, Philadelphia, Hamilton (Bermuda), Ponta Delgada und Göteborg.
Nach einer Überholung erfolgte die nächste Ausbildungsfahrt der Fylgia erst ab dem 6. November 1930 durch das Mittelmeer und Rund um Afrika. Der Kreuzer lief über Falmouth, Gibraltar, Málaga nach Port Said und dann durch den Suezkanal weiter nach Aden, Mombasa, Sansibar, Durban und Kapstadt und marschierte dann über Lobito, Freetown, Funchal, Saint-Nazaire und zuletzt Malmö bis zum 24. März 1931 zurück nach Karlskrona. Von Mai bis Juli 1931 erfolgte die nächste Reise, auf der erstmals Amsterdam und der französische Kriegshafen Brest sowie Cadiz und Portsmouth angelaufen wurden. Die folgende Winterreise ging zum dritten Mal nach Indien. Besucht wurden Vigo, Malta, Port Said, Aden, Colombo, Bombay, Alexandria, Gibraltar, Falmouth und Malmö, ehe der Kreuzer am 30. März 1932 in Karlskrona wieder einlief. Von Mai bis Juli 1932 wurde wieder eine kürzere Reise mit Besuchen in Schiedam, Falmouth, Funchal, Liverpool, Port Erin (Isle of Man) und Oslo durchgeführt. Die folgende Winterreise ab dem 22. November 1932 führte über Portsmouth, Gibraltar, Tunis, Suda Bay und Beirut bis nach Istanbul. Anschließend wurden noch Cattaro, Tripolis, Neapel, Antibes, Gibraltar und Le Havre besucht, ehe der Kreuzer am 29. März 1933 heimkehrte. Die folgende Reise ab dem 13. Mai 1933 mit Besuchen in Antwerpen, Saint Peter Port auf Guernsey, Bordeaux, Dover, Vlaardingen und erstmals Wilhelmshaven im Juli 1933 sollte für lange Zeit die letzte Ausbildungsreise der Fylgia sein.
Das Schiff war durch die zwanzig langen Reisen seit 1919 weitgehend verbraucht. Die Kesselanlage war veraltet und die Sicherheitsausrüstung bedurfte für den weiteren Einsatz als Schulschiff einer Erneuerung. Eine Modernisierung wurde jedoch nicht begonnen, sondern das Schiff stillgelegt. Die Aufgaben als Kadettenschulschiff übernahm erst das Küstenpanzerschiff Gustav V., dann die Oscar II. und schließlich ab Ende 1935 bis zum Weltkrieg der neue Kreuzer Gotland.

### Umbau und Einsatz während des Zweiten Weltkriegs

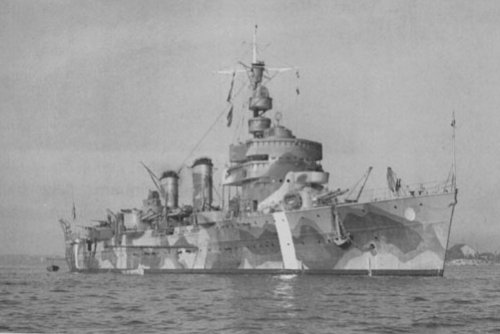
Die modernisierte Fylgia

1939 waren Mittel vorhanden, das seit Jahren aufliegende Schiff gründlich zu modernisieren. Der Umbau erfolgte in der Absicht, das Schiff künftig beim Göteborg-Geschwader (västkustflottan) als Kampfschiff einzusetzen. Durch den späten Beginn des Umbaus war die Fylgia erst im Spätherbst 1941 wieder einsatzbereit. Obwohl formal zum Göteborg-Geschwader gehörend, wurde sie schon 1942 Flaggschiff der Seekriegsschule und führte auch Schulfahrten mit Kadetten entlang der schwedischen Küste durch.

### Ausbildungsreisen nach 1945

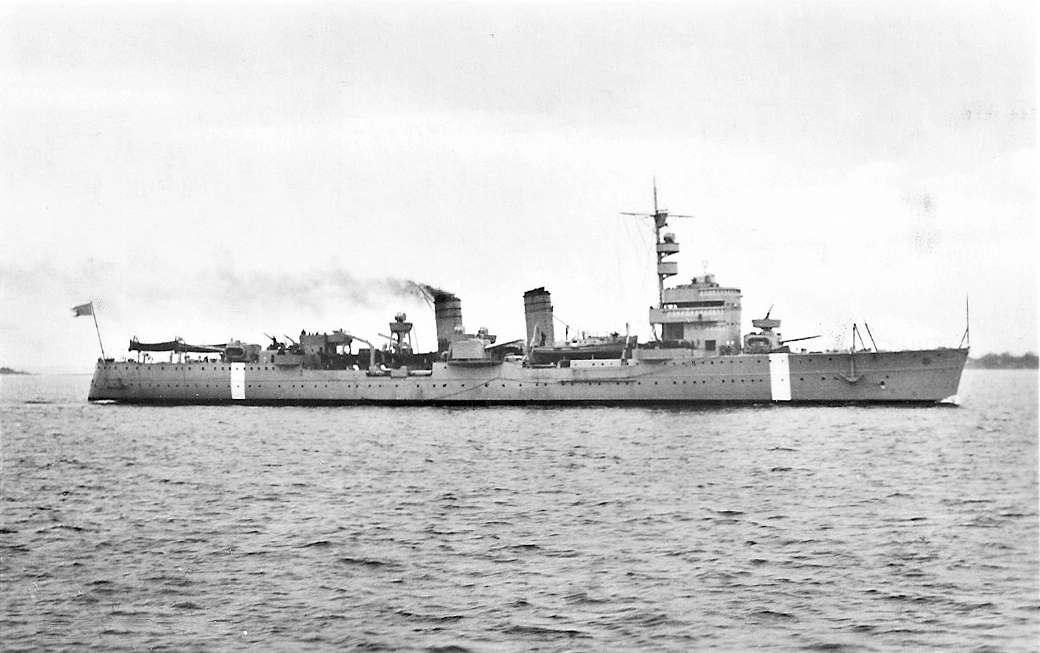
Die Fylgia noch mit Neutralitätsstreifen

Am 28. Januar 1946 begann die Fylgia ihre erste lange Ausbildungsreise nach dem Zweiten Weltkrieg in Göteborg, auf der sie Lissabon, die Insel Porto Santo, Funchal (Madeira), nochmals Lissabon und dann Malmö anlief und sie in Karlskrona 27. März 1946 beendete. Schon am 28. April lief der Kreuzer zusammen mit den Zerstörern Mjölner und Munin aus Stockholm zur nächsten Reise aus, die nach Göteborg, Uddevalla, Bergen, Fanafjord, wieder Bergen, Dublin und Antwerpen führte, ehe der Verband wieder schwedische Gewässer erreichte und die Reise am 14. Juni 1946 in Göteborg beendete.
Ab dem 18. November 1947 folgte dann noch eine lange Winterreise ins Mittelmeer und nach Westafrika, die über Falmouth, Oran, Algier, Toulon, Bandol (23. Dezember bis 4. Januar) und Ajaccio bis Valletta führte. Fortgesetzt wurde die Ausbildungsfahrt über Gibraltar bis Freetown (4. – 8. Februar) und Dakar (11. – 14. Februar) und dann zurück über Funchal, Casablanca, Cherbourg (4. – 8. März) nach Göteborg, Malmö und Karlskrona ging, wo das Schiff am 19. März 1948 wieder eintraf.
Die letzte Ausbildungsreise der Fylgia startete schon am 28. April 1948 zusammen mit den Zerstörern Norrköping und Stockholm in Karlskrona. Angelaufen wurden dann Malmö, Loch Ewe, Avonmouth, Bristol (20.–25. Mai), Amsterdam und zuletzt Trondheim (7. – 11. Juni). Vor Lysekil hatte die Fylgia noch am ersten Nordischen Seekadettentreffen teilgenommen. Nach kurzem Aufenthalt in Göteborg beendete die Fylgia am 17. Juni 1948 ihre letzte Ausbildungsreise in Karlskrona.

## Ende derFylgia

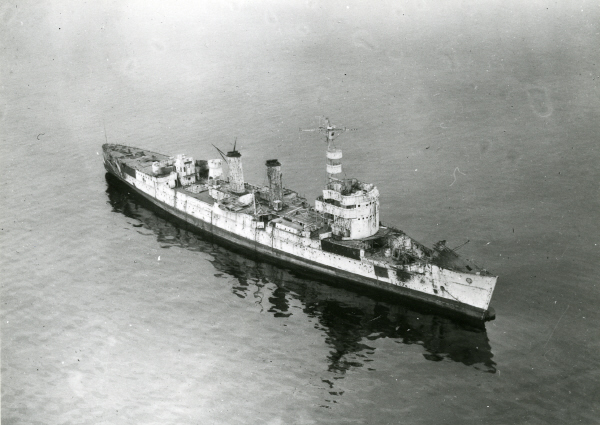
Die Fylgia als Zielschiff

Am 30. Januar 1953 wurde die Fylgia außer Dienst gestellt. Noch nutzbare Ausrüstung wurde demontiert und die schwere Artillerie in der Kalix-Linie in Nordschweden verbaut (wie auch die 152-mm-Kanonen anderer Schiffe). Der Rumpf wurde als Ziel verschiedenster Waffen genutzt und man wollte das Traditionsschiff dabei versenken. Schließlich entschied man 1957, den Rumpftorso doch zum Abbruch zu verkaufen. Der Käufer aus Göteborg ließ die Reste der Fylgia schließlich in Kopenhagen verschrotten.